# Jussi Veikkanen
Jussi Veikkanen (Riihimäki, 29 de março de 1981) é um ciclista finlandês.